# بلانكا بورتيلو
بلانكا بورتيلو (بالإسبانية: Blanca Portillo)‏ (و. 1963  م) هي ممثلة مسرحية، وممثلة أفلام إسبانية، ولدت في مدريد.

## وصلات خارجية
- بلانكا بورتيلو على موقع IMDb (الإنجليزية)
- بلانكا بورتيلو على موقع قاعدة بيانات الأفلام العربية
- بلانكا بورتيلو على موقع ألو سيني (الفرنسية)
- بلانكا بورتيلو على موقع أول موفي (الإنجليزية)
- بلانكا بورتيلو على موقع قاعدة بيانات الأفلام السويدية (السويدية)
- بلانكا بورتيلو على موقع قاعدة بيانات الفيلم (الإنجليزية)
- بلانكا بورتيلو على موقع كينوبويسك (الروسية)